# Bartłomiej Rychter

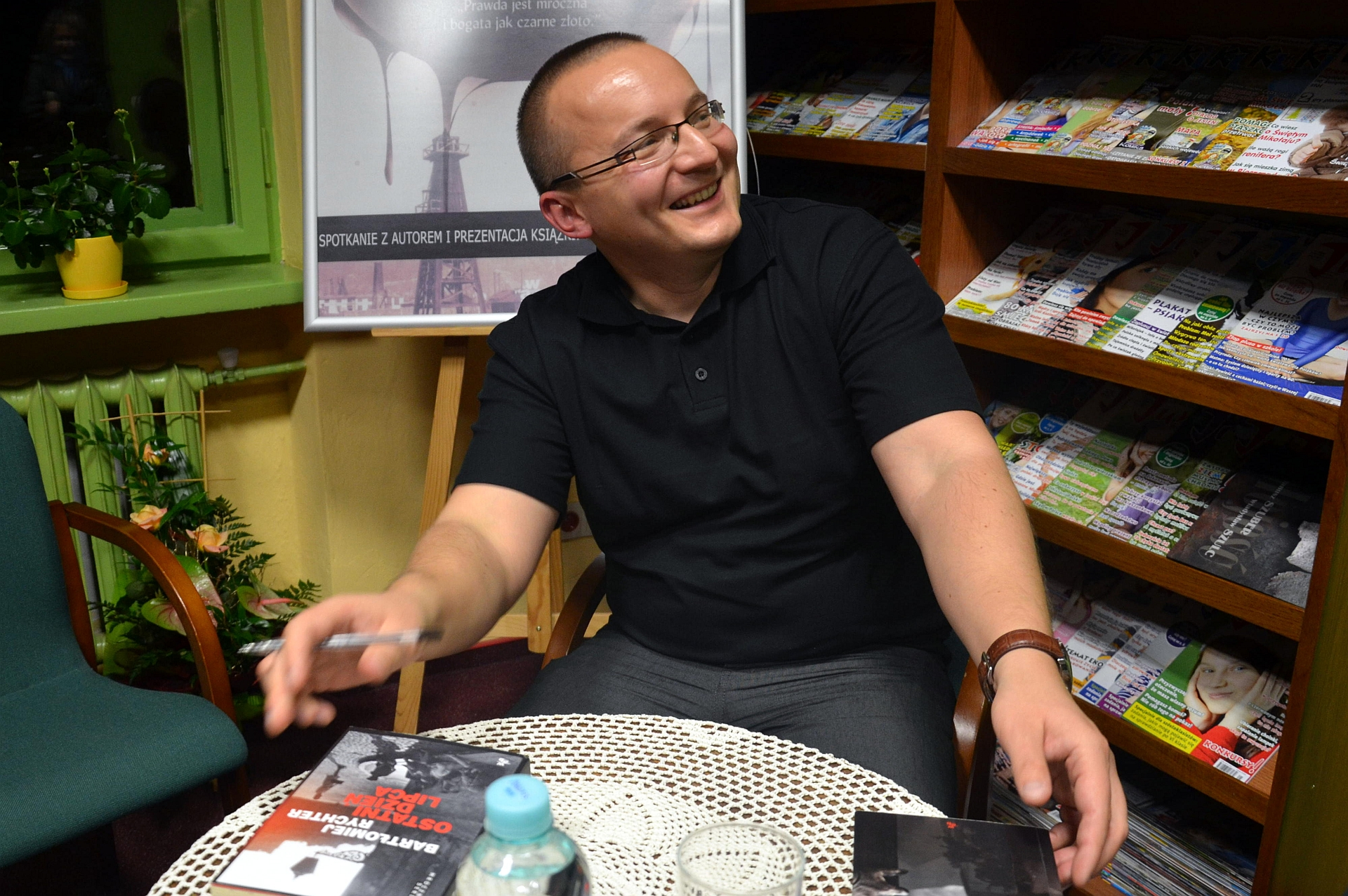
Bartłomiej Rychter, Sanok (2013)

Bartłomiej Rychter (* 1978 in Sanok) ist ein polnischer Jurist sowie der Kriminal-Schriftsteller, Verfasser von Kriegs- und Kriminal-Romanen und war Bankleiter, bevor er sich als Autor selbständig machte.  
Bevor er Schriftsteller wurde, studierte er an der Universität Rzeszów Jura.
Er arbeitete als Substitut in einer Schlesischen und bei einer Krakauer Anwaltskanzlei und als Praktikant in Inkassounternehmen und Banken in Sanok. 2007 gab er mit dem Krimi "Kurs do Genewy" (Kurs nach Genf) sein Debüt als Romanautor. 
Seine Bücher erschienen in mehreren Sprachen und haben eine große Fangemeinde.
Die Familie Rychter stammt ursprünglich aus Lemberg und Warschau.
Bartłomiej Rychter lebt mit seiner Familie in Sanok.

## Werke
- Kurs do Genewy (2007), (Kurs nach Genf)
- Złoty wilk (2009), (Bestie von Sanok)
- Ostatni dzień lipca (2012)
- Czarne złoto (2013)